# Pananggungan
Pananggungan is een bestuurslaag in het regentschap Sumenep van de provincie Oost-Java, Indonesië. Pananggungan telt 691 inwoners (volkstelling 2010).